# Maestro di Arguis

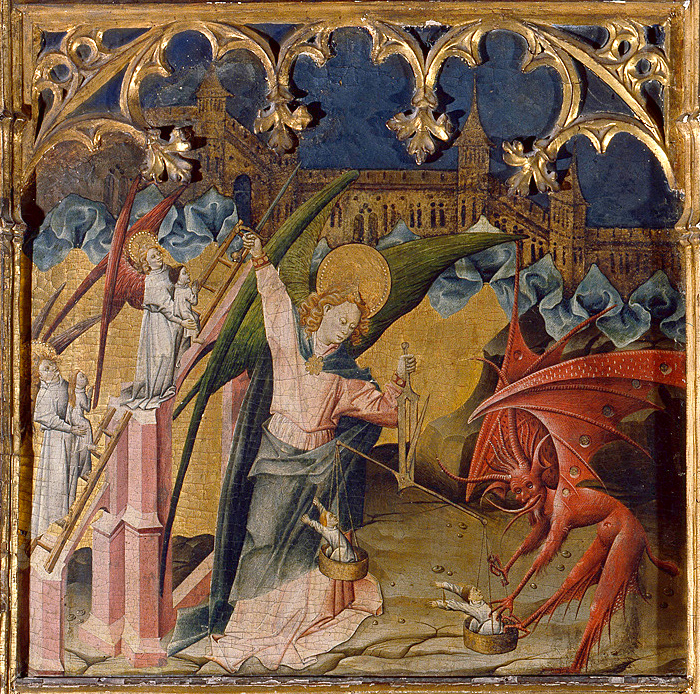
Pala raffigurante la leggenda di San Michele Arcangelo, dipinta dal maestro di Arguis, ca. 1440, tempera su tavola.

Il Maestro di Arguis (fl. XV secolo) è stato un pittore anonimo spagnolo attivo in Aragona nella prima metà del XV secolo.

## Attività
L'anonimo artista, esponente insieme a Juan de Leví e Bonanat Zaortiga del gotico internazionale aragonese, deve il suo nome al Retablo di san Michele (1440 circa, Madrid, Museo del Prado), già sull'altare maggiore della chiesa di Arguis.
Nella tavola, raffigurante la Vittoria di san Michele sull'Anticristo, la composizione dominata è dalla figura dell'Anticristo infilzato dalla lancia dell'arcangelo, mentre sta per cadere sul podio da cui aveva pronunciato false profezie. Tra la folla, che assiste alla scena, sono re, nobili e religiosi, mentre ai piedi del podio sono un triregno e uno scettro spezzato, simboli rispettivamente del credito raggiunto dall'Anticristo come nuovo Messia, che del potere conquistato e ora perduto.
All'artista sono state attribuite altre due opere, entrambe dedicate a sant'Anna e rispettivamente conservate nella Collezione Junyer di Barcellona e nella chiesa collegiata di Alquezar, quest'ultima un piccolo trittico di gusto più arcaico.